# Dryden (cráter)

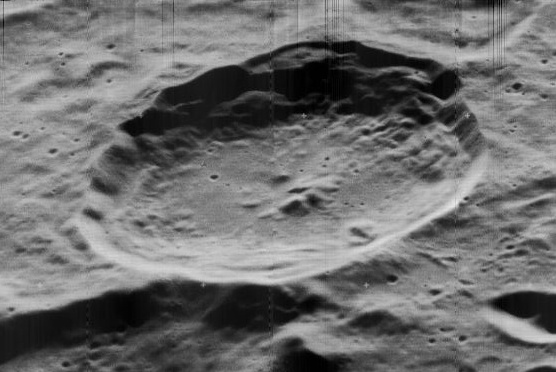
Imagen oblicua desde el Lunar Orbiter 5

| Dryden es un cráter de impacto que se encuentra en el hemisferio sur de la cara oculta de la Luna. Se encuentra dentro de la gran llanura amurallada del cráter Apolo, y es uno de los varios elementos situados dentro de esta cuenca que lleva el nombre de personas asociadas con el Programa Apolo. El cráter Apolo en sí posee un anillo interior, y Dryden está unido a la parte oeste-noroeste de las montañas de la formación circular. Al sur de Dryden y a lo largo de la misma zona aparece el cráter Chaffee. El perímetro de Dryden forma un círculo distorsionado con una forma irregular debido a varios pequeños salientes hacia el exterior. El más notable de ellos se halla en el lado oriental, donde el borde se ha desplomado hacia el interior. El brocal no está desgastado de manera significativa, y muestra un borde afilado. Está unido a la parte exterior del sudeste de la cresta del anillo interior de Apolo. La extensión hacia el noreste de este anillo no está bien definida, pero parece comenzar en el borde oriental. Gran parte de la pared interior del cráter se compone de una superficie interior ligeramente inclinada con gran cantidad de materiales sueltos a lo largo de la parte inferior, formando un anillo alrededor de la plataforma interior. Ligeramente desplazada al noreste del punto medio presenta una formación de pico central. El resto del interior está marcado solamente por algunos pequeños cráteres. |

## Cráteres satélite
Por convención estos elementos son identificados en los mapas lunares poniendo la letra en el lado del punto medio del cráter que está más cerca de Dryden.
|        | \| Dryden \| Coordenadas \| Diámetro \| \| ------ \| -------------------------------- \| -------- \| \| S \| 33°48′S 158°48′O / -33.8, -158.8 \| 30 km \| \| T \| 32°48′S 158°36′O / -32.8, -158.6 \| 35 km \| \| W \| 31°00′S 158°30′O / -31.0, -158.5 \| 30 km \| |          |
| Dryden | Coordenadas | Diámetro |
| S      | 33°48′S 158°48′O / -33.8, -158.8 | 30 km    |
| T      | 32°48′S 158°36′O / -32.8, -158.6 | 35 km    |
| W      | 31°00′S 158°30′O / -31.0, -158.5 | 30 km    |